# Dennis Liddiard
Dennis Liddiard (auch Dennis Liddiard Jr., Gary Dennis Liddiard und Gary Dennis Liddiard Jr.) ist ein Maskenbildner, der seit Ende der 1980er Jahre bei über 60 Filmen mitgewirkt hat. Er wurde bei der Oscarverleihung 2015 für seine Arbeit bei Foxcatcher zusammen mit Bill Corso für den Oscar in der Kategorie bestes Make-up und beste Frisuren nominiert.
Auch Dennis’ Vater, Gary, ist Maskenbildner. Sie arbeiteten gemeinsam an dem Film Der Pferdeflüsterer.

## Filmografie (Auswahl)
- 1988: Mond über Parador (Moon Over Parador)
- 1989: Tango und Cash (Tango & Cash)
- 1990: Havanna
- 1991: Backdraft – Männer, die durchs Feuer gehen (Backdraft)
- 1992: Fatale Begierde (Unlawful Entry)
- 1993: Ein unmoralisches Angebot (Indecent Proposal)
- 1994: Stargate
- 1995: Melrose Place (Fernsehserie)
- 1996: Flucht aus L.A. (John Carpenter’s Escape from L.A.)
- 1997: Speed 2 (Speed 2: Cruise Control)
- 1998: Der Pferdeflüsterer (The Horse Whisperer)
- 1999: Der Junggeselle (The Bachelor)
- 2000: Die Legende von Bagger Vance (The Legend of Bagger Vance)
- 2001: Vanilla Sky
- 2002: Dark Blue
- 2003: Hulk
- 2004: Miracle – Das Wunder von Lake Placid (The Miracle)
- 2005: Die Hochzeits-Crasher (Wedding Crashers)
- 2006: Poseidon
- 2007: Mr. Brooks – Der Mörder in Dir (Mr. Brooks)
- 2008: Cloverfield
- 2009: The New Daughter
- 2010: Operation: Endgame
- 2011: Die Kunst zu gewinnen – Moneyball (Moneyball)
- 2012: 21 Jump Street
- 2013: The Art of the Steal – Der Kunstraub (The Art of the Steal)
- 2014: The Return of the First Avenger (Captain America: The Winter Soldier)
- 2014: Foxcatcher
- 2014: 22 Jump Street
- 2015: Fantastic Four